# Sierra Madre (Filipinas)
A Sierra Madre é a mais longa cadeia de montanhas nas Filipinas. Com mais de 540 km, ela se estende da província de Cagaiã até a província de Quezon, formando uma direção norte-sul na porção oriental de Luzon, a maior ilha do arquipélago. Ela é limitada pelo Oceano Pacífico a leste, Vale de Cagaiã a noroeste, Lução Central a oeste e Calabarzon a sudoeste. Algumas comunidades a leste da cadeia de montanhas, ao longo da costa, são menos desenvolvidas e tão remotas que só podem ser acessadas de avião ou barco.
A maior área protegida do país, o Parque Natural da Sierra Madre Setentrional, está situada na parte norte da cadeia, na província de Isabela. O parque está na lista provisória da UNESCO para a inscrição na Lista de Patrimônio Mundial. Ambientalistas, estudiosos e cientistas têm instado o governo a incluir os outros parques dentro das montanhas da Sierra Madre para um sítio da UNESCO que abrangeria toda a cadeia de montanhas, de Cagaiã a Quezon.

## Geografia
No norte, a cadeia começa na província de Cagaiã e termina no sul na província de Quezon. Na província de Nueva Vizcaya, as Montanhas Caraballo ficam entre a Sierra Madre e a Cordillera Central.
A cadeia de montanhas serve como uma barreira de tufão, atenuando os tufões que vêm do Oceano Pacífico antes de atingir o continente central.

### Altitude

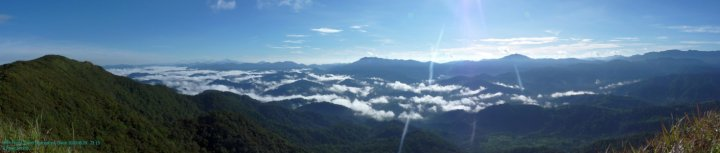
As montanhas vistas perto do cume do Monte Oriod em Bulacan, Filipinas

O ponto mais alto da cadeia é incerto, e várias picos são atribuídos como os mais altos. O Monte Anacuao na província de Aurora está a 1.800 metros, enquanto o Monte Cetáceo em Cagaiã tem altitude semelhante. No entanto, uma expedição em setembro e outubro de 2012 ao Monte Guiwan (Nueva Vizcaya) mediu preliminarmente uma altitude de 1.915 metros no cume.

### Picos
Lista dos picos mais altos ao longo da cadeia de montanhas por altitude.
- Monte Bintuod - 1.932 m
- Monte Guiwan – 1.915 m
- Monte Mingan – 1.900 m
- Monte Anacuao – 1.800 m
- Monte Cetáceo – 1.800 m
- Monte Dos Cuernos – 1.800 m
- Pico Salakot – 1.700 m
- Monte Cresta – 1.500 m
- Monte San Cristobal – 1.500 m
- Monte Otunao – 1.500 m
- Monte Irid – 1.400 m
- Monte Batay – 1.400 m
- Monte Dos Hermanos – 1.400 m
- Monte Minalunad – 1.300 m
- Monte Oriod – 1.200 m
- Monte Palanan – 1.200 m
- Monte Cagua – 1.100 m
- Monte Etnora – 1.119 m
- Monte Lubog – 950 m
- Monte Sumag – 840 m
- Monte Batolusong – 780 m
- Monte Mapalad – 750 m
- Monte Daraitan – 740 m
- Monte Maynoba – 730 m
- Monte Masungki – 660 m
- Monte Binutasan – 560 m
- Monte Malauban – 310 m

### Rios
Lista dos principais rios ao longo da cadeia de montanhas por comprimento.
- Rio Cagaiã - 518 km

- Rio Pampanga - 270 km

- Rio Ilagan - 189 km

- Rio Angat - 153 km

- Rio Agos - 93,8 km

- Rio Pinacanauan - 82,6 km

- Rio Umiray - 80,6 km

- Rio Palanan - 79 km

- Rio Marikina - 78 km

- Rio Abuan - 70 km

- Rio Aguang - 52 km

- Rio Kaliwa - 31,3 km

### Cachoeiras

#### Lista de cachoeiras na Sierra Madre
- Daranak Falls, Tanay
- Eva Falls, Dona R. Trinidad
- Lucab Falls, Dona R. Trinidad
- Secret Falls, Dona R. Trinidad
- Talon Pari Falls, Dona R. Trinidad
- Talon Pedro Falls, Dona R. Trinidad
- 13th Falls, Dona R. Trinidad
- Verdivia Falls, Dona R. Trinidad
- Zamora Falls, Dona R. Trinidad

### Ecossistemas

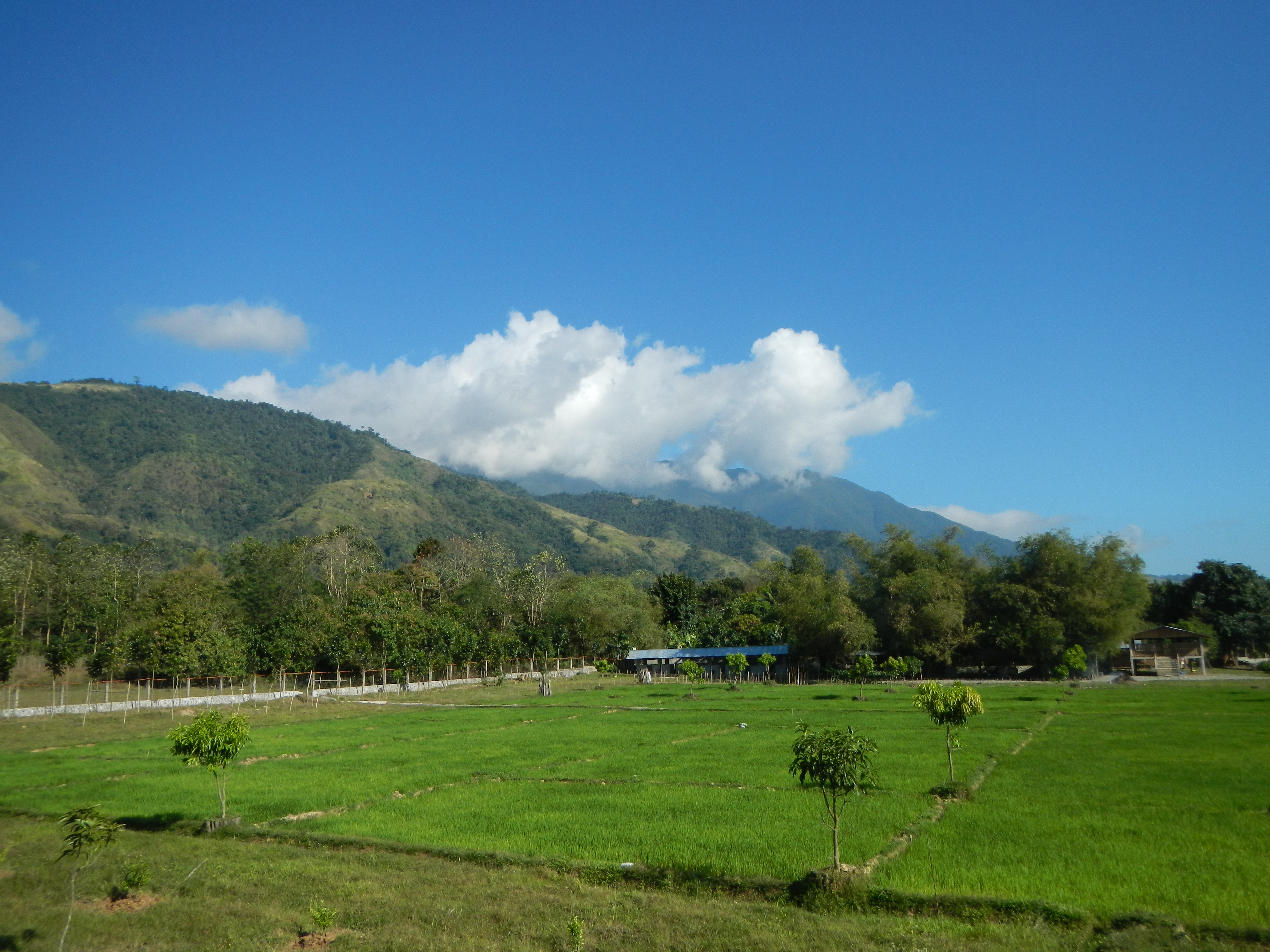
As montanhas em Gabaldon

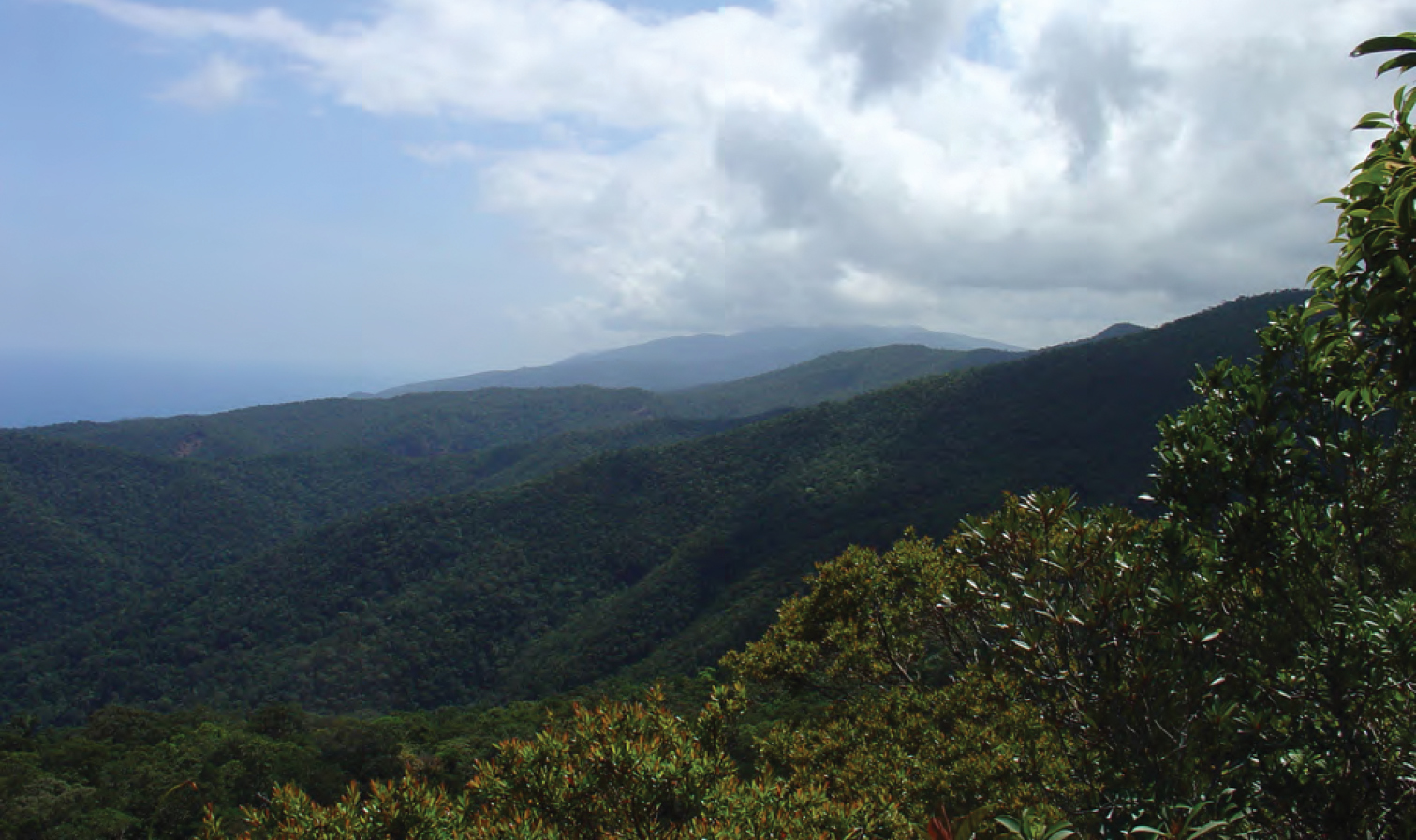
As montanhas em Isabela vistas de Barangay Diddadungan na cidade de Palanan

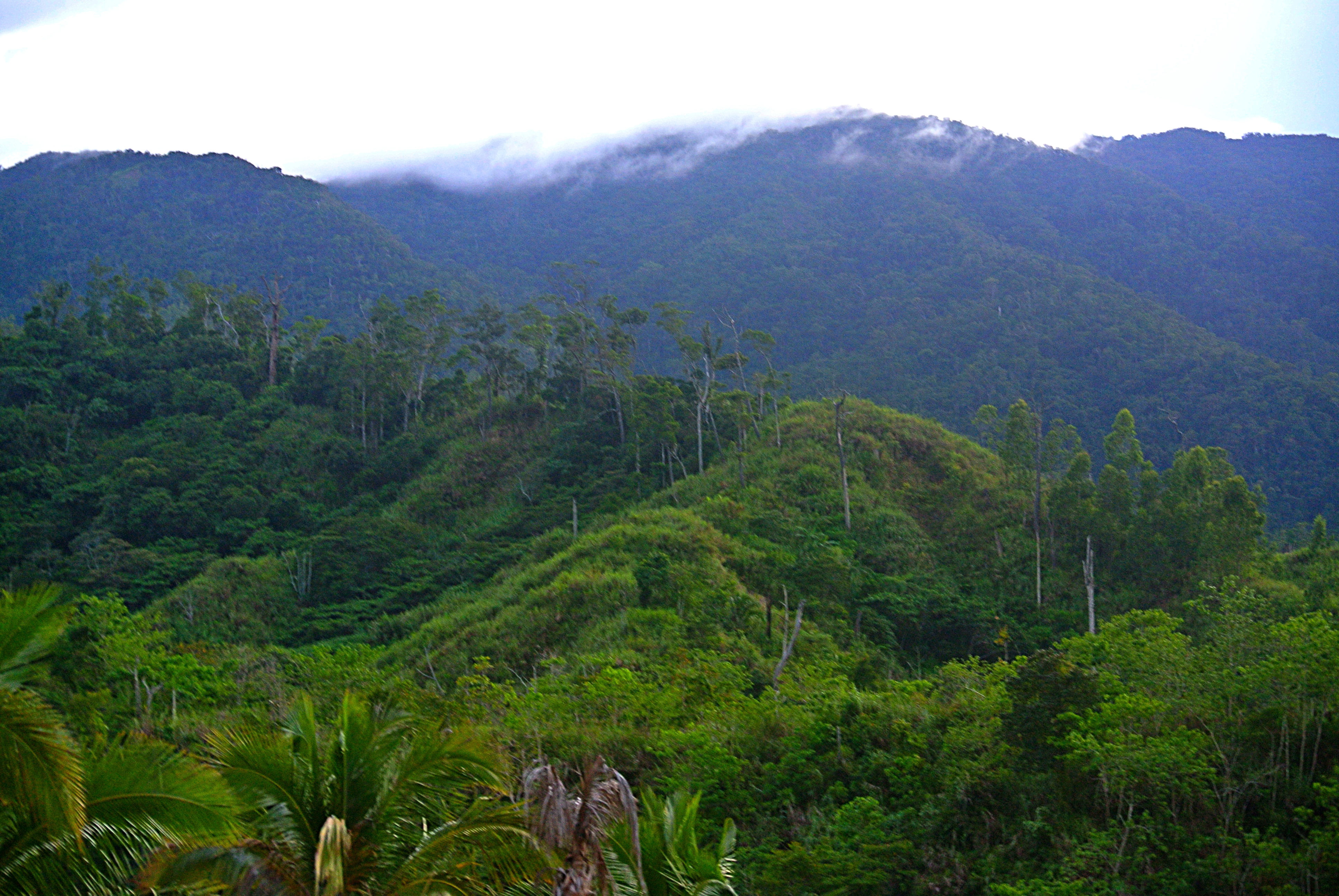
Porção norte da cordilheira

Duas ecorregiões abrangem a Sierra Madre. As florestas tropicais de Luzon cobrem as encostas inferiores da cordilheira e são caracterizadas por árvores dipterocarpáceas. As florestas montanas tropicais de Luzon cobrem as partes da cordilheira acima de 1000 metros de altitude e são caracterizadas por floresta de louro com árvores de carvalho e louro.

### Parques Nacionais
- Parque Nacional Memorial de Aurora
- Parque Nacional Biak-na-Bato
- Parque Nacional Fuyot Springs

### Outras áreas protegidas
- Paisagem Protegida do Rio Amro
- Reserva Florestal da Bacia Hidrográfica de Angat
- Paisagem Protegida de Casecnan
- Paisagem Protegida do Rio Dinadiawan
- Reserva Florestal da Bacia Hidrográfica de La Mesa
- Paisagem Protegida de Magapit
- Parque Natural Nacional Northern Sierra Madre
- Reserva Florestal da Bacia Hidrográfica de Pantabangan–Carranglan
- Paisagem Protegida e Marinha de Peñablanca
- Paisagem Protegida de Quezon
- Paisagem Protegida de Quirino
- Paisagem Protegida de Simbahan-Talagas
- Paisagem Protegida de Talaytay
- Paisagem Protegida da Bacia Hidrográfica Superior de Marikina

### Vulcões Ativos
- Vulcão Cagua, um vulcão ativo na província de Cagaiã que entrou em erupção pela última vez em 1907.

### Comunidades Indígenas e Remotas

#### Povos Indígenas
A Sierra Madre é lar das comunidades indígenas Dumagat-Remontado que possuem reivindicações de domínio ancestral cobrindo partes da cordilheira.

#### Comunidades Remotas
Algumas comunidades costeiras a leste das montanhas Sierra Madre, especialmente de Palanan, Isabela ao norte, perto da ponta mais ao norte do continente de Cagaiã, são remotas e isoladas, sem estradas que as conectem às cidades a oeste da cordilheira. Cidades como Palanan, Divilacan e Maconacon, Isabela só podem ser alcançadas de avião a partir de Cauayan ou de barco a partir da província de Aurora, ao sul de Isabela, ou de Santa Ana, Cagaiã, ao norte da província. A estrada de Ilagan City a Divilacan, que atravessa a serra Sierra Madre, está prestes a ser concluída.

## Biodiversidade
A cordilheira Sierra Madre é rica em diversidade genética, de espécies e de habitat, fornecendo alimentos, água e abrigo para milhões de pessoas. A cordilheira abriga várias bacias hidrográficas e algumas das florestas mais antigas das Filipinas. Essas florestas são alguns dos maiores blocos florestais remanescentes do país, incluindo uma floresta dipterocarpácea de crescimento antigo, florestas montanas e extensas florestas de baixada.
As florestas e bacias hidrográficas da Sierra Madre abrigam algumas das comunidades de vida selvagem mais ricas do país. Mais de 291 espécies de aves e 25 mamíferos endêmicos podem ser encontrados apenas no Parque Natural da Sierra Madre do Norte.

### Flora e fauna endêmicas
O Parque Natural da Sierra Madre do Norte, a maior área protegida na cordilheira da Sierra Madre, abriga árvores dipterocárpicas endêmicas dos gêneros Hopea e Shorea, orquídeas como Dendrobium aclinia, a árvore leguminosa Milletia longipes e um membro da família dos citros, Swinglea glutinosa também.
Na floresta, em abril de 2010, a espécie de lagarto Monitor da floresta da Sierra Madre do Norte – Varanus bitatawa (nome comum: Butikaw) foi descrita para a ciência, embora os povos indígena aeta e llongot já o conhecessem e o utilizassem como fonte de alimento. O lagarto monitor da floresta da Sierra Madre do Norte é um dos três lagartos frugívoros na família Varanidae, juntamente com V. olivaceus e V. mabitang. Todos os três lagartos frugívoros são encontrados apenas nas Filipinas.
Os mamíferos endêmicos na Sierra Madre incluem o Rato musaranho da Sierra Madre e o Rato da floresta da Sierra Madre.

### Flora e fauna não endêmicas
Narra, a árvore nacional das Filipinas, Almaciga, e Kamagong podem ser encontrados na cordilheira da Sierra Madre.
Oriole de Isabela, águia-das-filipinas, e crocodilo-filipino são espécies criticamente ameaçadas que podem ser encontradas em locais fragmentados.

## Atividades humanas

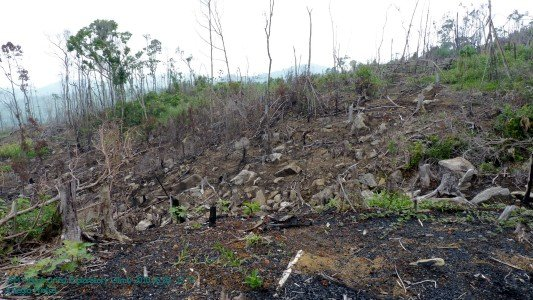
Porções inferiores da Sierra Madre, com danos ao habitat devido a desmatamento e produção de carvão.

### Perda de florestas devido a atividades antropogênicas
A floresta habitat da cordilheira da Sierra Madre está ameaçada por atividades humanas. Os colonos que vivem nas porções mais baixas das encostas geralmente são sustentados por trabalhos em desmatamento e produção de carvão. Algumas porções da cobertura florestal já são floresta secundária. A degradação da floresta de pelo menos 1.400 hectares por ano é causada pelo corte ilegal de árvores, agricultura de corte e queima, coleta de lenha, caça ilegal e expansão residencial.

### Mineração
Uma mina de ouro e cobre no município de Kasibu, Nueva Vizcaya, é operada pela OceanaGold Corporation com sede na Austrália. A mina de Didipio é uma mina a céu aberto em grande escala em uma localização remota, e os residentes locais afirmam que a empresa danificou severamente tanto o ambiente por milhas ao redor do local quanto suprimiu a economia agrícola de longa data. A Oceana continua a afirmar o direito de operar apesar da expiração de sua licença e da oposição de residentes locais organizados, da Igreja Católica e de grupos ambientais em todo o mundo.

### Projeto de hidrelétrica
O projeto da barragem de Kaliwa, por meio do projeto "Nova Fonte Centenária de Água" em Sitio Cablao, Brgy. Pagsangahan, General Nakar, Quezon / Sitio Queborosa, Brgy. Magsaysay, Infanta, Quezon está ameaçando as espécies ameaçadas que vivem na floresta escassa restante da Sierra Madre e a vida dos povos indígenas naquela área. Este projeto substituiu a Kaliwa Low Dam que não se concretizou e, sob a nova administração, Rodrigo Duterte aprovou a proposta financiada pela China. Além da destruição de florestas ecologicamente importantes, a barragem também enfrenta controvérsias quanto ao cumprimento de sua exigência financeira por meio de um empréstimo chinês com uma taxa de juros de 2,0%, em vez de um empréstimo japonês com uma taxa de juros de 1,25%. O projeto continua enfrentando forte oposição do público, mas o governo está ansioso para continuar. A construção da barragem de Kaliwa começou em 2022.

### Esforços de Conservação
A Fundação Mabuwaya é uma organização não governamental que tem como objetivo proteger e conservar os crocodilos das Filipinas e outras espécies ameaçadas endêmicas. Eles trabalham principalmente nas cidades de Divilican e San Mariano em Isabela.
Em 19 de junho de 2012, diante do impacto do Tropical Storm Ondoy em 26 de setembro de 2009, o presidente filipino Benigno Aquino III assinou a Proclamação No. 413, declarando todo 26 de setembro como o "Dia de Salvar a Sierra Madre", na tentativa de conscientizar sobre os benefícios que a Sierra Madre traz e os riscos e perigos de negligenciá-la. A proclamação também convoca "todos os setores da sociedade e o governo" a unirem esforços na realização de atividades voltadas para a conservação da Sierra Madre, e a planejar, preparar e conduzir atividades em observância ao Dia de Salvar a Sierra Madre.